# Urraca Gómez
Urraca Gómez (m. c. 1039), condesa de Castilla por su matrimonio con el conde Sancho García. Era hija del conde de Saldaña, Carrión y Liébana, Gómez Díaz, hijo de Diego Muñoz de Saldaña, y de Muniadona Fernández, hija del conde de Castilla, Fernán González.

## Problemas de identificación
El patronímico de la condesa Urraca no ha sido consignado en ninguna crónica ni documento, en la documentación siempre que aparece junto con su marido Sancho García solo consta su nombre sin acompañamiento de patronímico, un ejemplo: Ego, igitur, Sancius comes, cum coniuge mea cometissa Urraca. El historiador benedictino Fray Justo Pérez de Urbel asignaba el patrónimico Salvadores a Urraca haciéndola miembro del linaje Salvadórez de gran influencia en el siglo XI pero inexistente en el siglo X. Pérez de Urbel tomó como referencia un pasaje de la obra Antigüedades de España de Francisco de Berganza que emparentaba a Sancho García con una tal Urraca Salvadórez hija de Salvador Álvarez.
Más recientemente Jaime de Salazar y Acha propuso secuencialmente dos orígenes diferentes para Urraca. Primero sugirió que quizás era hija de Sancho Garcés II de Pamplona y de Urraca Fernández. Rápidamente abandonó esta hipótesis y en su lugar basándose en los usos onomásticos de la época presentaba a la esposa de Sancho García como Urraca Gómez de la familia Banu Gómez, como hija del conde Gómez Díaz y su esposa Muniadona. Esta segunda hipótesis es seguida por otros investigadores como Gonzalo Martínez Díez o Margarita Torres.

## Nupcias y descendientes
Se casó con su primo hermano Sancho García con el cual tuvo cinco hijos:
- Muniadona de Castilla (995-1066), la primogénita, llamada igual que su abuela materna,[10] condesa de Castilla casada en 1010 con el rey Sancho Garcés III de Pamplona
- García Sánchez (1009-1028), conde de Castilla a la muerte de su padre.[11]
- Sancha Sánchez (1006-1027), casada con el conde de Barcelona, Berenguer Ramón I[12]
- Urraca ( m. 1041), casada antes de 1008 con Sancho Guillermo, duque de Gascuña[2]
- Tigridia, a quien, cuando sus padres fundan el Monasterio de San Salvador de Oña en 1011, ponen de abadesa.[13][14]